# 格奧爾基·阿爾韋拉澤

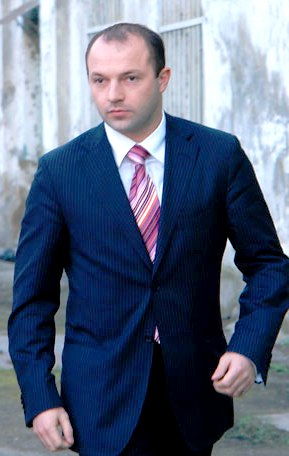
格奧爾基·阿爾韋拉澤

格奧爾基·阿爾韋拉澤（1978年7月10日—）是一位喬治亞政治家。他曾經擔任喬治亞經濟部長，在2006年11月20日，他隨伊拉克利·奧克魯阿什維利內閣總辭而辭職。在辭去部長職務之後，他重新恢復了商人身份。